# Runtisaari
Runtisaari är en ö i Finland. Den ligger i sjön Mekrijärvi och i kommunen Ilomants i den ekonomiska regionen  Joensuu ekonomiska region  och landskapet Norra Karelen, i den sydöstra delen av landet, 400 km nordost om huvudstaden Helsingfors. Öns area är 1,4 hektar och dess största längd är 190 meter i sydöst-nordvästlig riktning.